# Jules Guichard
Pour les articles homonymes, voir Guichard.
Jules Guichard est un homme politique français né le 10 décembre 1827 à Soucy (Yonne) et mort le 17 juillet 1896 à Forges (Seine-et-Marne). Il est élevé dans la religion calviniste.

## Biographie
Fils de Victor Guichard, député de l'Yonne et grand propriétaire terrien, il poursuit ses études de Droit à Paris et devient avocat. Il est élu conseiller général en 1878 et devient par la suite président du conseil général. Il est sénateur de l'Yonne, inscrit au groupe de la Gauche républicaine de 1885 à 1896, faisant partie des républicains opportunistes. Il vote en faveur des crédits pour la colonisation du Tonkin. Il intervient beaucoup sur les questions algériennes. Il est aussi présent sur les débats agricoles, et devient vice-président du conseil supérieur de l'Agriculture.
Fils d'une demoiselle Dubochet, il est l'un des fondateurs de la compagnie parisienne de gaz. Il est également vice-président, puis président de la compagnie universelle du canal de Suez, après la démission de Ferdinand de Lesseps. Il résida onze ans en Égypte pour laquelle il éprouva une grande passion. En effet c'est en 1861 que Ferdinand de Lesseps l'appela pour diriger le domaine de 10 000 hectares de l'Ouaddy, situé entre le canal de Suez et le Nil. Ce domaine fut vendu dix millions de francs soit cinq fois plus qu'à l'arrivée de Guichard.
Il meurt dans son château de Forges près de Montereau à l'âge de 68 ans. Il est inhumé dans le mausolée familial du cimetière de Sens, en forme de temple égyptien.

## Distinctions
- Chevalier de 4e classe de l'ordre du Médjidié (1866)
- Chevalier de la Légion d'honneur (décret du 8 décembre 1869)

## Famille
Jules Guichard est l'époux de la petite-fille de Jacques Charles Dubois dit Dubois-Thainville (1762-1847), enterré dans le même mausolée.
Sa fille Suzanne Pérouse épouse Denis Pérouse, qui sera aussi administrateur de la Compagnie de Suez.

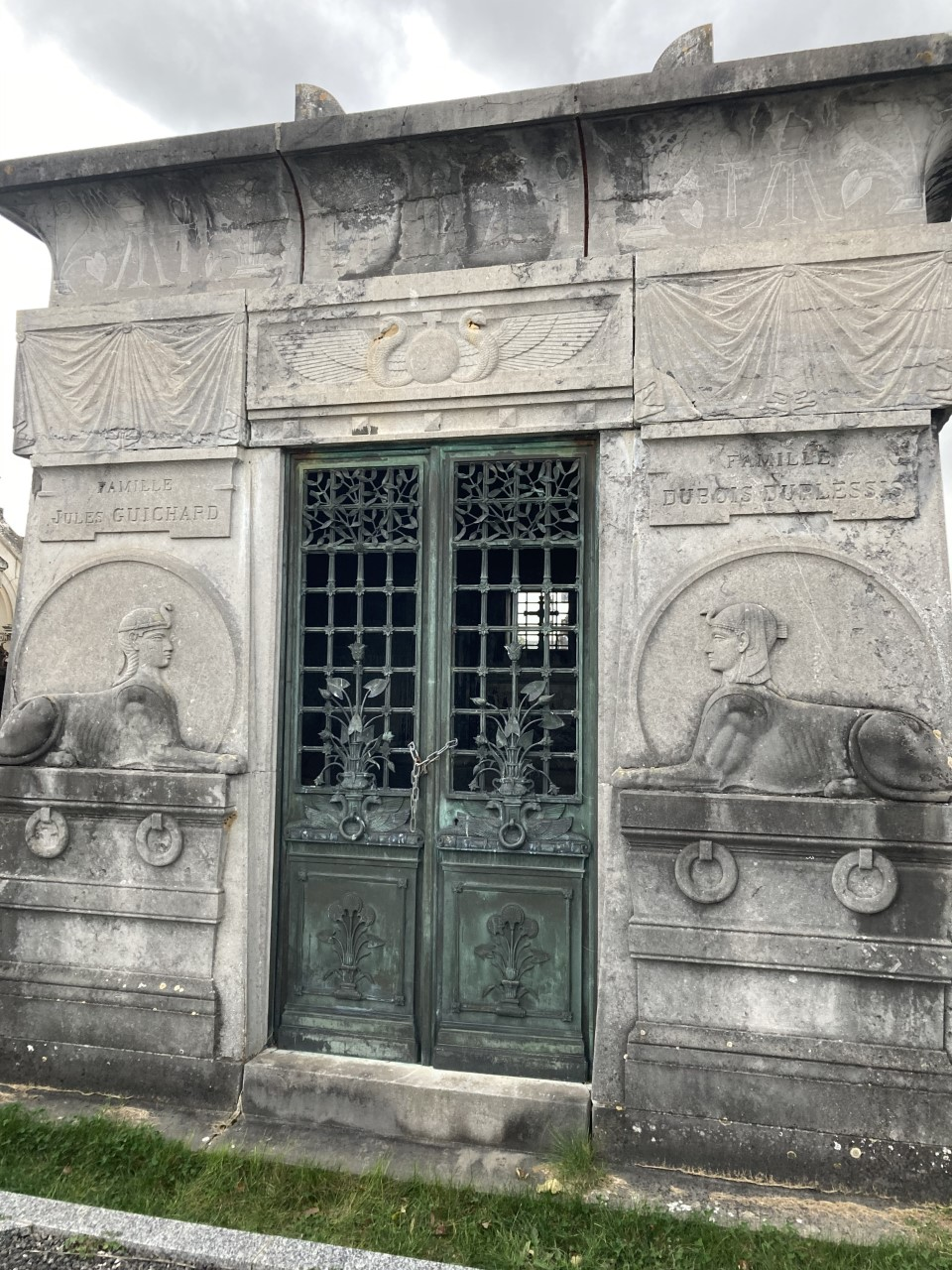
Mausolée de Jules Guichard et de sa famille au cimetière de Sens.

## Sources
1. ↑  Marianne Nancy Julie Dubochet (1806-1872).

- « Jules Guichard », dans Adolphe Robert et Gaston Cougny, Dictionnaire des parlementaires français, Edgar Bourloton, 1889-1891 [détail de l’édition]
- Jean Jolly (dir.), Dictionnaire des parlementaires français, Presses universitaires de France